# Aechmea lanjouwii
Espèce
Classification phylogénétique
Aechmea lanjouwii est une espèce de plantes à fleurs de la famille des Bromeliaceae, endémique du Suriname.

## Synonymes
- Gravisia lanjouwii L.B.Sm.[1].

## Distribution
L'espèce est endémique du Suriname.

## Description
L'espèce est épiphyte.